# مرموط فانكوفري
مرموط فانكوفري (الاسم العلمي:Marmota vancouverensis) (بالإنجليزية: Vancouver marmot)‏ هو نوع من الحيوانات يتبع جنس المرموط من فصيلة سنجابية.